# Liste des armes d'infanterie de la Seconde Guerre mondiale
 (janvier 2016).
Si vous disposez d'ouvrages ou d'articles de référence ou si vous connaissez des sites web de qualité traitant du thème abordé ici, merci de compléter l'article en donnant les références utiles à sa vérifiabilité et en les liant à la section « Notes et références ».

## Liste des armes d'infanterie de la Seconde Guerre mondiale

### Alliés

#### Australie
Pistolets mitrailleur
- mitrailleur  Owen Mk 1
- Dume Garsi   (Char Australien)

#### Belgique
Fusils, carabines et mousquetons
- Fusil type Mauser modèle 1889 - 1889/17
- Fusil type Mauser 1935-1936
- Fusil Lebel chambré en cartouche FN 7,85 mm à gorge (pour les troupes de réserve)
- Carabine 1888/1916

Fusils-mitrailleur/ mitrailleuses légère
- Browning modèle 30

Pistolets et revolvers
- Pistolet Browning 10/22
- Pistolet Browning GP
- Revolver Nagant M1895

Grenades
- Grenade offensive
- Grenade défensive « Mils »
- Grenade à fusil Vivien-Bessière
- Grenade à propulsion pour DBT

#### États-Unis
Pistolets et revolvers
- Pistolet Colt 1903/1908 Pocket Hammerless
- Pistolet Browning GP
- Pistolet Colt M1911
- Pistolet FP-45 Liberator
- Revolver S&W M1917
- Revolver Smith & Wesson Victory

Fusils, carabines et mousquetons
- Carabine M1
- Carabine M1A1
- Fusil semi-automatique Garand M1
- Fusil semi-automatique Johnson M1941 (Marines)
- Fusil Springfield M1903
- Fusil Springfield M1903A4
- Fusil M1917 Enfield
- Fusil à pompe Stevens 620A
- Fusil à pompe Stevens 520
- Fusil à pompe Winchester M1897

Pistolets-mitrailleurs
- Pistolet mitrailleur M3A1 Grease gun
- Pistolet mitrailleur Reising M50
- Pistolet mitrailleur Thompson 1928
- Pistolet mitrailleur Thompson M1A1
- Pistolet mitrailleur UD M42

Fusils-mitrailleurs / mitrailleuses légères
- Fusil-mitrailleur Browning BAR M1918
- Mitrailleuse légère Johnson M1941 (en)

Mitrailleuses
- Mitrailleuse Mitrailleuse Browning 1919
- Mitrailleuse Browning M2

Armes antichars
- Lance-roquettes Bazooka

Grenades
- Grenade à fragmentation Mark II

Autres (lance-flammes, mines, etc.)
- Lance-flammes M1
- Lance-flammes M2
- Mortier de 81 mm

#### France
Pistolets et revolvers
- Revolver Mle 1892 8 mm
- Revolver Mas 1873-1874 11 mm 2014
- Pistolet Automatique Modèle 1935A
- Pistolet Automatique Modèle 1935S
- Pistolet Browning 10/22
- Pistolet Ruby Llama (fabrication espagnole)
- Pistolet Star modèle 1914

Fusils, carabines et mousquetons
- Mousqueton Berthier 1892m16
- Fusil Berthier Mle 07-15 M16
- Fusil Berthier Mle 07-15 M34
- Fusil MAS 36
- Fusil Lebel modèle 1886
- Mousqueton Lebel Mle 1886 M35
- Fusil semi-automatique MAS 40 (prototype)
- Fusil semi-automatique R.S.C. Mle 1917-Mle
- Fusil superposé BDF Rough
- Fusil Meunier A6

Pistolets-mitrailleurs
- Pistolet mitrailleur MAS 38
- Pistolet mitrailleur Erma Vollmer (récupérées sur les républicains espagnols en exil en France)

Fusils-mitrailleurs / mitrailleuses légères
- Fusil-mitrailleur MAC 24/29
- Fusil-mitrailleur Hotchkiss 1922/1926/1934
- Fusil-mitrailleur Chauchat

Mitrailleuses
- Mitrailleuse Hotchkiss modèle 1914
- Mitrailleuse Reibel
- Mitrailleuse Hotchkiss de 13,2mm modèle 1930

Grenades
- Grenade F1 (modèle français)
- Grenade à fusil VB
- Grenade à Main Of 37 (Offensive)

Autres (Lance-flammes, mortiers, mines, etc.)
- Mortier Mle 27/31 (81 mm Brandt)
- Mortier Mle 35 (60 mm Brandt)
- Mortier Mle 35 (120mm Brandt)

#### Pologne
Pistolets et revolvers
- Pistolet Radom Vis 35

Fusils, carabines et mousquetons
- Fusil Kb wz. 1898
- Carabine Kbk wz. 1898
- Carabine Kbk wz. 1929

Pistolets mitrailleurs
- Pistolet mitrailleur PM Mors M1939

Armes antichars
- Fusil antichar Kb ppanc wz. 1935

#### Royaume-Uni
Pistolets et revolvers
- Revolver Webley Mk IV/Mk IV Pocket
- Revolver Enfield .38
- Revolver Webley Mark IV
- Pistolet Browning HP 35 (fabrication belge)

Fusils, carabines et mousquetons
- Carabine De Lisle
- Fusil Lee-Enfield Mark III
- Fusil Lee Enfield no 4
- Fusil Lee-Enfield No 5 MK1 « Jungle Carbine »
- Fusil Pattern 1914 Enfield

Pistolets-mitrailleurs
- Pistolet mitrailleur Sten Mark I
- Pistolet mitrailleur Sten Mark II
- Pistolet mitrailleur Sten Mark III
- Pistolet mitrailleur Sten Mark IV
- Pistolet mitrailleur Sten Mark V
- Pistolet mitrailleur Lanchester Mk 1/1*

Fusils-mitrailleurs / mitrailleuses légères
- Fusil mitrailleur BREN
- Mitrailleuse-légère Vickers-Berthier

Mitrailleuse
- Mitrailleuse lourde Vickers

Armes antichars
- Fusil antichar Boys
- Lance-roquettes PIAT

Grenades
- Les grenades à mains Mills Bomb
- Grenade à main Grenade gammon
- Grenade à main N°36 Mark I

Autres (lance-flammes, mines, etc.)
- Lance-flammes Lifebuoy Mark I
- Mortier 3 inches Mortar
- Mine légère Hawkins

#### Tchécoslovaquie
Pistolets et revolvers
- Pistolet CZ 27
- Pistolet CZ 38

Fusils, carabines et mousquetons
- Fusil Mauser-CZ
- Fusil Mauser Foker L115

Pistolets mitrailleurs
- Pistolet mitrailleur ZK 383

Fusils-mitrailleurs / mitrailleuses légères
- Fusil-mitrailleur ZB-26

Mitrailleuses
- Mitrailleuse ZB vz.37 (en)

#### Union des républiques socialistes soviétiques
Pistolets et revolvers
- Pistolet Tokarev TT 33
- Revolver Nagant 95

Fusils, carabines et mousquetons
- Fusil Mosin-Nagant M 1891/1930
- Fusil Mosin-Nagant M 1891/1938
- Fusil Mosin-Nagant M 1891/1944
- Fusil semi-automatique SKS
- Fusil semi-automatique SVT38/40

Pistolets mitrailleurs
- Pistolet mitrailleur PPD 38
- Pistolet mitrailleur PPSh-41
- Pistolet mitrailleur PPS-43

Fusils-mitrailleurs / mitrailleuses légères
- Fusil mitrailleur Degtyarev DP 28
- Mitrailleuse-légère RPD (arme)

Mitrailleuses
- Mitrailleuse DShK
- Mitrailleuse Gorjunov SG-43
- Mitrailleuse Maxim russe PM1910

Arme antichars
- Fusil-antichar PTRS-41
- Fusil-antichar PTRD

Grenades
- Grenade F1 (modèle russe)
- Grenade à main RG-42
- Grenade RGD-33

Autres (lance-flammes, mines, etc.)
- Mortier 82-PM-41
- Mortier 82 mm M1943
- Lance-flammes ROKS-2

### Axe
Fusils, carabines et mousquetons
- Fusil Steyr-Mannlicher Repetier Gewehr M95

Pistolets mitrailleurs
- Pistolet mitrailleur Steyr Solothurn M.P. 34

#### Allemagne
Pistolets et revolvers
- Pistolet Astra mod.300
- Pistolet Astra mod.400
- Pistolet Astra mod.600
- Pistolet Luger P08
- Pistolet Mauser C96
- Pistolet Star Modèle B
- Pistolet Steyr Hahn M11/M12/M12 P16
- Pistolet Walther P38
- Pistolet Walther PP
- pistolet Sauer 38H

Fusils, carabines et mousquetons
- Fusil semi-automatique Mauser G41
- Fusil semi-automatique Walther G43
- Fusil Karabiner 98k

Pistolets mitrailleurs
- Pistolet mitrailleur Bergmann MP34/I & MP35/I
- Pistolet mitrailleur Maschinenpistole 28
- Pistolet mitrailleur Maschinenpistole 35
- Pistolet mitrailleur Maschinenpistole 40
- Pistolet mitrailleur Volkssturmgewehr MP 3008
- Pistolet mitrailleur PM FNAB-43

Fusils-mitrailleurs / mitrailleuses légères
- Fusil-mitrailleur Fallschirmjägergewehr 42
- Fusil-mitrailleur Maschinengewehr 34
- Fusil-mitrailleur Maschinengewehr 42

Fusils d'assauts
- Fusil d'assaut Sturmgewehr 44
- Fusil d'assaut Sturmgewehr 45

Armes antichars
- Lance-roquettes Panzerfaust
- Lance-roquettes Panzerschreck

Armes antiaériennes
- Arme antiaérienne Fliegerfaust

Grenades
- Grenade à manche Presse-purée (arme)
- Grenade à main Nebelhandgranate 41

Autres (lance-flammes, mines, etc.)
- Lance-flammes Flammenwerfer 41 (en)
- Mortier Granatwerfer 34

#### Finlande
Pistolets et revolvers
- Pistolet Lahti L-35

Fusils, carabines et mousquetons
- Fusil Mosin-Nagant M39

Pistolets mitrailleurs
- Pistolet mitrailleur Suomi KP/-31
- Pistolet mitrailleur KP 44

Fusils-mitrailleurs / mitrailleuses légères
- PK M26

#### Hongrie
Pistolets mitrailleurs
- Pistolet mitrailleur Danuvia 39M/39A/43M

#### Italie
Pistolets et revolvers
- Révolver Bodeo
- Pistolet Beretta model 1934
- Pistolets Glisenti modèle 1910/Brixia modèle 1912

Fusils, carabines et mousquetons
- Fusil Carcano 91/24

Pistolets mitrailleurs
- Pistolet mitrailleur Beretta 1918
- Pistolet mitrailleur Beretta 1938A
- Pistolet mitrailleur PM FNAB-43
- Pistolet mitrailleur TZ-45

Fusils-mitrailleurs / mitrailleuses légères
- Mitrailleuse légère Breda M1930

Mitrailleuses
- Mitrailleuse Breda M1937

Grenades
- Grenade à main (OTO 35)[1]

Autres (lance-flammes, mines, etc.)
- Mortier M1935

#### Japon
Pistolets et revolvers
- Pistolet Nambu type 14
- Pistolet Nambu Type B
- Pistolet Nambu Type 94
- Revolver Type 26

Fusils, carabines et mousquetons
- Carabine Arizaka Type 44
- Fusil Arisaka Type 38
- Fusil Arisaka Type 99
- Fusil de précision Type 97

Pistolets mitrailleurs
- Pistolet mitrailleur type 100

Fusils-mitrailleurs / mitrailleuses légères
- Mitrailleuse Type 96
- Mitrailleuse Type 99

Mitrailleuses
- Mitrailleuse Arisaka Type 92

Armes antichars
- Fusil antichar Type 97

Grenades
- Grenade à main type 91
- Grenade à main type 99
- Grenade à main type 97

Autres (Lance-flammes, mortiers, mines, etc.)
- Mortier Type 94
- Mortier Type 97 (81 mm)
- Mortier Type 99

#### Roumanie
Fusils-mitrailleur
- Fusil-mitrailleur ZB-26
- Fusil-mitrailleur ZB vz. 30 (en)

Mitrailleuse
- Mitrailleuse ZB53 Modèle 1937

Fusils, carabines et mousquetons
- Fusil Mauser-CZ

### Neutres

#### Suède
Pistolets et revolvers
- Pistolet Husqvarna M40

Fusils, carabines et mousquetons
- Carabine Gewehr 94

Pistolets mitrailleurs
- Pistolet mitrailleur Carl Gustav M45

Fusils-mitrailleurs / mitrailleuses légères
- Fusil-mitrailleur Ljungman AG-42

#### Suisse
Pistolets et revolvers
- Revolvers 1882 et 1882/1929

Fusils, carabines et mousquetons
- Mousqueton 31

Pistolets mitrailleurs
- Pistolet mitrailleur Steyr Solothurn M.P. 34

Fusils-mitrailleurs / mitrailleuses légères
Lance-mines
- Lance-mines 8,1 cm 1933
- Lance-mines lourd 12 cm